# Ligne Odakyū Enoshima
La ligne Odakyū Enoshima (小田急江ノ島線, Odakyū Enoshima-sen) est une ligne ferroviaire de la compagnie privée Odakyū dans la préfecture de Kanagawa au Japon. Elle relie la gare de Sagami-Ōno à Sagamihara à celle de Katase-Enoshima à Fujisawa. C'est une ligne avec un trafic de train de banlieue, mais aussi des services touristiques Romancecar pour l'île d'Enoshima.

## Histoire
La ligne est ouverte le 1er avril 1929.

## Caractéristiques

### Ligne
- Longueur : 27,6 km
- Ecartement : 1 067 mm
- Alimentation : 1 500 Vcc par caténaire

La ligne effectue un rebroussement en gare de Fujisawa.

### Interconnexion
La ligne Enoshima est interconnectée à Sagami-Ōno avec la ligne Odakyū Odawara.

### Liste des gares
La ligne comporte 17 gares, identifiées OH28 et de OE01 à OE16.
| Numéro | Gare                | Nom japonais | Distance (km) | Correspondances                                                                      | Localisation |
| ------ | ------------------- | ------------ | ------------- | ------------------------------------------------------------------------------------ | ------------ |
| OH28   | Sagami-Ōno          | 相模大野     | 0             | Odakyū : Odawara (interconnexion)                                                    | Sagamihara   |
| OE01   | Higashi-Rinkan      | 東林間       | 1,5           |                                                                                      | Sagamihara   |
| OE02   | Chūō-Rinkan         | 中央林間     | 3,0           | Tōkyū : Den-en-toshi                                                                 | Yamato       |
| OE03   | Minami-Rinkan       | 南林間       | 4,5           |                                                                                      | Yamato       |
| OE04   | Tsuruma             | 鶴間         | 5,1           |                                                                                      | Yamato       |
| OE05   | Yamato              | 大和         | 7,6           | Sōtetsu : Sōtetsu                                                                    | Yamato       |
| OE06   | Sakuragaoka         | 桜ヶ丘       | 9,8           |                                                                                      | Yamato       |
| OE07   | Kōza-Shibuya        | 高座渋谷     | 11,8          |                                                                                      | Yamato       |
| OE08   | Chōgo               | 長後         | 14,0          |                                                                                      | Fujisawa     |
| OE09   | Shōnandai           | 湘南台       | 15,8          | Métro de Yokohama : ligne bleue Sōtetsu : Izumino                                    | Fujisawa     |
| OE10   | Mutsuai-Nichidaimae | 六会日大前   | 17,3          |                                                                                      | Fujisawa     |
| OE11   | Zengyō (ja)         | 善行         | 19,7          |                                                                                      | Fujisawa     |
| OE12   | Fujisawa-Hommachi   | 藤沢本町     | 21,3          |                                                                                      | Fujisawa     |
| OE13   | Fujisawa            | 藤沢         | 23,1          | JR East : Tōkaidō Chemin de fer électrique d'Enoshima                                | Fujisawa     |
| OE14   | Hon-Kugenuma        | 本鵠沼       | 24,6          |                                                                                      | Fujisawa     |
| OE15   | Kugenuma-Kaigan     | 鵠沼海岸     | 25,9          |                                                                                      | Fujisawa     |
| OE16   | Katase-Enoshima     | 片瀬江ノ島   | 27,6          | Chemin de fer électrique d'Enoshima (à Enoshima) Monorail Shōnan (à Shōnan-Enoshima) | Fujisawa     |